# 朴成彬

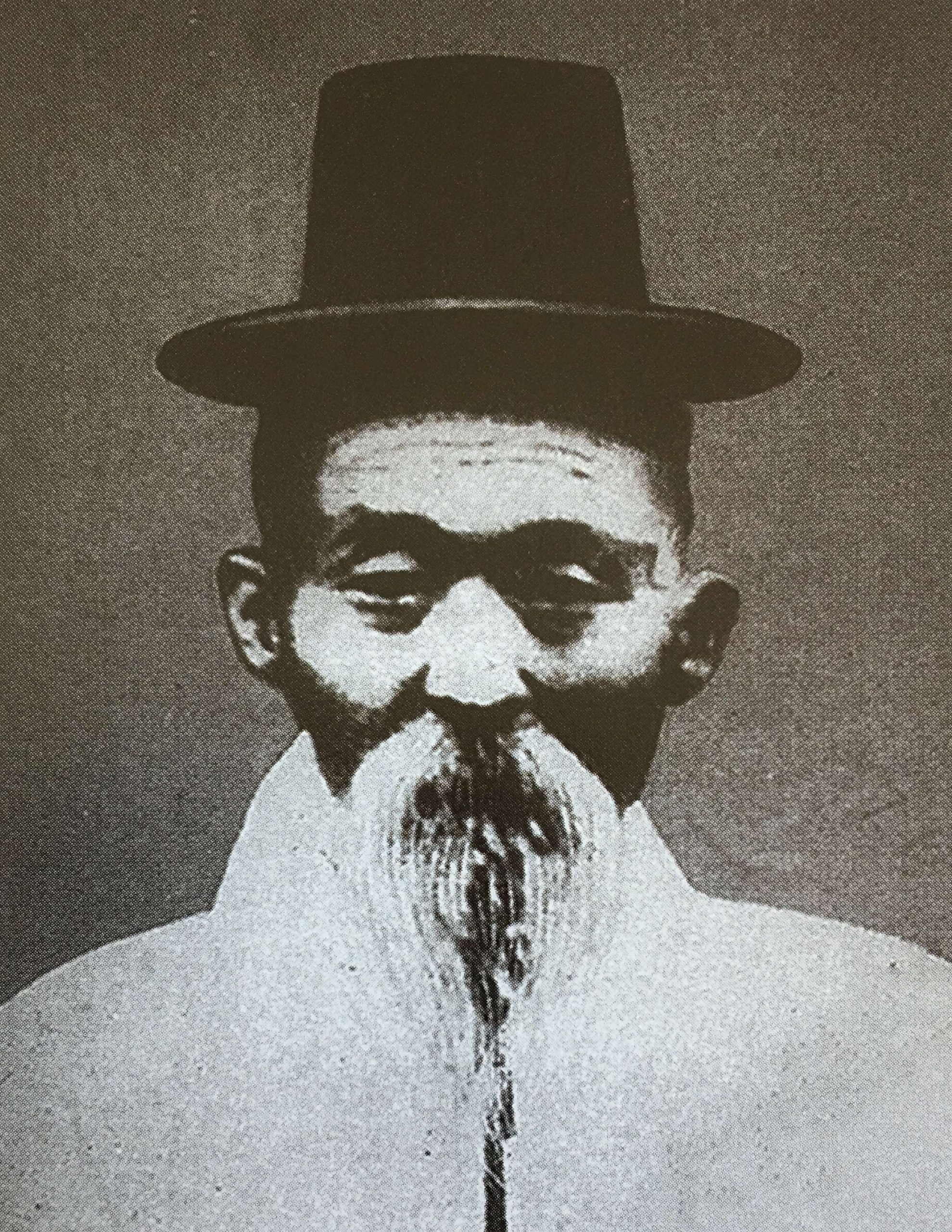
朴成彬

朴成彬（박성빈、パク・ソンビン、ぼく・せいひん、1871年6月6日 - 1938年9月4日）は政治家で大韓帝国末期の武官。両班朴永奎の長男で高霊朴氏。朴相煕、朴正煕の父、朴在鴻、朴埈弘、朴槿恵、朴槿令、朴志晩の祖父、金鍾泌、韓丙起のそれぞれの妻（朴栄玉、朴在玉）の祖父である。没落両班出身で一時甲午農民戦争に加担することもした。

## 家族
※成彬の子女の内、最初に出生して早世した子、東煕は大韓帝国成立前の朝鮮生まれであり、武煕、貴煕、相煕は大韓帝国時の朝鮮生まれであり、在煕、正煕は日韓併合後の朝鮮生まれである。
- 父：朴永奎（1840年2月10日 - 1914年2月24日）
- 母：星山李氏[4]
- 弟：朴龍彬[5]
- 弟：朴一彬[5]
- 妻：白南義（1872年9月22日－1949年8月12日）
  - 子：不明(2歳で早世)
  - 子：朴東煕（1895年〜1972年）一説（1895年～1967年 ）
  - 子：朴武煕（1898年〜1960年）
  - 女：朴貴煕（1900年〜1978年）一説（1902年〜1974年）
  - 子：朴相煕（1905年9月10日 - 1946年10月6日），共産主義者
  - 子：朴漢生もしくは朴漢煕（1910年〜1928年 ）
  - 女：朴在煕（1913年〜1996年9月4日）一説（1912年～1996年 9月4日）
  - 子：朴正煕（1917年11月14日 - 1979年10月26日），大韓民国第5－9代大統領